# Gourdon (quận)
Quận Gourdon là một quận của Pháp nằm trong tỉnh Lot thuộc vùng Occitanie.  Nó có 9 tổng và 85 xã.

## Các đơn vị hành chính

### Các tổng
Các tổng của quận Gourdon là:
1. Gourdon
2. Gramat
3. Labastide-Murat
4. Martel
5. Payrac
6. Saint-Germain-du-Bel-Air
7. Salviac
8. Souillac
9. Vayrac

### Các xã
Các xã của quận Gourdon và mã INSEE là:
| 1. Alvignac (46003)                   | 2. Anglars-Nozac (46006)       | 3. Baladou (46016)                   | 4. Beaumat (46019)                   |
| 5. Bio (46030)                        | 6. Bétaille (46028)            | 7. Calès (46047)                     | 8. Caniac-du-Causse (46054)          |
| 9. Carennac (46058)                   | 10. Carlucet (46059)           | 11. Cavagnac (46065)                 | 12. Cazillac (46067)                 |
| 13. Concorès (46072)                  | 14. Condat (46074)             | 15. Couzou (46078)                   | 16. Cressensac (46083)               |
| 17. Creysse (46084)                   | 18. Cuzance (46086)            | 19. Dégagnac (46087)                 | 20. Fajoles (46098)                  |
| 21. Floirac (46106)                   | 22. Fontanes-du-Causse (46110) | 23. Frayssinet (46113)               | 24. Gignac (46118)                   |
| 25. Ginouillac (46121)                | 26. Gourdon (46127)            | 27. Gramat (46128)                   | 28. Labastide-Murat (46138)          |
| 29. Lacave (46144)                    | 30. Lachapelle-Auzac (46145)   | 31. Lamothe-Cassel (46151)           | 32. Lamothe-Fénelon (46152)          |
| 33. Lanzac (46153)                    | 34. Lavercantière (46164)      | 35. Lavergne (46165)                 | 36. Le Bastit (46018)                |
| 37. Le Roc (46239)                    | 38. Le Vigan (46334)           | 39. Les Quatre-Routes-du-Lot (46232) | 40. Loupiac (46178)                  |
| 41. Lunegarde (46181)                 | 42. Léobard (46169)            | 43. Martel (46185)                   | 44. Masclat (46186)                  |
| 45. Mayrac (46337)                    | 46. Meyronne (46192)           | 47. Miers (46193)                    | 48. Milhac (46194)                   |
| 49. Montamel (46196)                  | 50. Montfaucon (46204)         | 51. Montvalent (46208)               | 52. Nadaillac-de-Rouge (46209)       |
| 53. Padirac (46213)                   | 54. Payrac (46215)             | 55. Payrignac (46216)                | 56. Peyrilles (46219)                |
| 57. Pinsac (46220)                    | 58. Rampoux (46234)            | 59. Reilhaguet (46236)               | 60. Rignac (46238)                   |
| 61. Rocamadour (46240)                | 62. Rouffilhac (46241)         | 63. Saint-Chamarand (46253)          | 64. Saint-Cirq-Madelon (46257)       |
| 65. Saint-Cirq-Souillaguet (46258)    | 66. Saint-Clair (46259)        | 67. Saint-Denis-lès-Martel (46265)   | 68. Saint-Germain-du-Bel-Air (46267) |
| 69. Saint-Michel-de-Bannières (46283) | 70. Saint-Projet (46290)       | 71. Saint-Sauveur-la-Vallée (46291)  | 72. Saint-Sozy (46293)               |
| 73. Salviac (46297)                   | 74. Sarrazac (46298)           | 75. Soucirac (46308)                 | 76. Souillac (46309)                 |
| 77. Soulomès (46310)                  | 78. Strenquels (46312)         | 79. Séniergues (46304)               | 80. Thédirac (46316)                 |
| 81. Thégra (46317)                    | 82. Ussel (46323)              | 83. Uzech (46324)                    | 84. Vaillac (46325)                  |
| 85. Vayrac (46330)                    |                                |                                      |                                      |